# Adonisea rufipenna
Adonisea rufipenna là một loài bướm đêm trong họ Noctuidae.